# فيدا سمادزاي
فيدا سمادزاي (من مواليد 22 فبراير 1978) ممثلة وعارضة أزياء ومسابقة ملكة جمال أفغانية أمريكية كانت ملكة جمال أفغانستان عام 2003. بصفتها أول امرأة أفغانية تشارك في مسابقة دولية للتجميل منذ عام 1974 ، ظهرت في بيكيني أحمر في طبعة 2003 من مسابقة ملكة جمال الأرض أثارت جدلاً في بلدها الأصلي. كانت متسابقة في برنامج الواقع الشهير بيغ بوس في عام 2011.

## نشأتها
ولدت سامادزاي، وهي عرقية من البشتون ، ترعرعت في كابول ، أفغانستان ، وانتقلت إلى الولايات المتحدة في عام 1996. تخرجت من جامعة ولاية كاليفورنيا في فولرتون وأصبحت مواطناً في الولايات المتحدة. ساعدت سامادزاي أيضًا في تأسيس جمعية خيرية نسائية مقرها الولايات المتحدة تسعى إلى زيادة الوعي بحقوق المرأة وتعليمها في أفغانستان.

## مسابقة جمال
كانت هي ثاني ملكة جمال أفغانستان التي تشارك في مسابقة للجمال منذ أن توجت زهرة داوود ملكة جمال أفغانستان في عام 1974. وقد أدانت المحكمة العليا الأفغانية مشاركتها في مسابقة ملكة جمال الأرض عام 2003 ، قائلة إن عرض الجسد الأنثوي هذا سيستمر. ضد الشريعة الإسلامية والثقافة الأفغانية. على وجه الخصوص، اعترض التقليديون على ظهورها في بيكيني أحمر خلال العرض الصحفي للمسابقة. حصلت على جائزة الجمال من أجل قضية الخاصة في مسابقة ملكة جمال الأرض لتلك السنة.

في العام التالي، عادت سمادزاي إلى المسابقة وكان من بين 11 من المحلفين الذين ساعدوا في اختيار بريسيلا ميريليس لتكون ملكة جمال الأرض 2004. في ليلة التتويج، ارتدت الناشطة في مجال حقوق المرأة الشابة ثوبًا، قائلة: "
| فيدا سمادزاي | لا أعرف إذا كان لديهم مشكلة هذه المرة لأنني لا أظهر أي جلد أو أرتدي ملابس سباحة | فيدا سمادزاي |

## التلفزيون
| عام  | عرض                               | المركز                               | قنوات |
| ---- | --------------------------------- | ------------------------------------ | ----- |
| 2011 | بيج بوس (النسخة الهندية الموسم 5) | المركز الحادي عشر استبعدت بعد 49 يوم | كالور |

## روابط خارجية
- فيدا سمادزاي على موقع IMDb (الإنجليزية)